# Обуховица
Обуховица — деревня в составе Шангского сельского поселения Шарьинского района Костромской области России.

## География
Расположена у речки Кундрихе или Обуховице, на автодороге Урень — Шарья — Никольск — Котлас Р157.

## История
Согласно Спискам населенных мест Российской империи в 1872 году деревня относилась к 3 стану Ветлужского уезда Костромской губернии. В ней числилось 5 дворов, проживало 13 мужчин и 15 женщин.
Согласно переписи населения 1897 года в деревне проживало 39 человек (12 мужчин и 27 женщин).
Согласно Списку населенных мест Костромской губернии в 1907 году деревня относилась к Шангско-Городищенской волости Ветлужского уезда Костромской губернии. По сведениям волостного правления за 1907 год в деревне числилось 10 крестьянских дворов и 48 жителей. Основным занятием жителей деревни был лесной промысел.

## Население
| 2008 | 2010 | 2014 |
| ---- | ---- | ---- |
| 6    | ↘4   | ↗9   |